# Heiligendamm
Heiligendamm (pronúncia em alemão:AFI: [haɪlɪɡəndam]) é uma estância balnear alemã, fundada em 1793. O pequeno grupo de estruturas que ainda sobrevivem são lembranças dos dias de glória de tempos passados, quando essa parte do mar Báltico, foi um dos parques da aristocracia da Europa. É o mais antigo spa à beira-mar, na Alemanha. Heiligendamm é parte da cidade de Bad Doberan, no estado de Mecklemburgo-Pomerânia Ocidental.
Devido aos edifícios brancos classicistas que revestem o passeio marítimo da praia, a cidade também é conhecida como a "Cidade Branca pelo Mar" (em alemão:  Die Weisse Stadt am Meer). Hoje, a área o beira-mar é ocupado por um hotel cinco estrelas. Uma estrada de ferro a vapor de bitola estreita, conhecida como a "Molli", liga Heiligendamm a Kühlungsborn e Bad Doberan.
Em 13 de julho de 2006, o ex-presidente dos Estados Unidos George W. Bush ficou em Heiligendamm, durante uma visita de Estado para visitar a chanceler alemã Angela Merkel, em Stralsund.
Entre 6 e 8 de junho de 2007, o Grand Hotel de Heiligendamm sediou a 33ª cúpula de líderes do G8. Como resultado milhares de ativistas anticapitalistas bloquearam as estradas de Heiligendamm e um número estimado de 25.000 manifestantes antiglobalização protestaram nas proximidades de Rostock.